# Madrid Open 2024
Il Madrid Open 2024, ufficialmente Mutua Madrid Open 2024 per motivi di sponsorizzazione, è stato un torneo di tennis disputato sulla terra rossa. È stata la 22ª edizione ATP e la 15ª edizione WTA del Madrid Open, facente parte della categoria ATP Tour Masters 1000 nell'ambito dell'ATP Tour 2024 e dei WTA 1000 nell'ambito del WTA Tour 2024. Entrambe le competizioni, maschile e femminile, si sono tenute alla Caja Mágica di Madrid, in Spagna, dal 23 aprile al 5 maggio 2024.
Il torneo di doppio maschile è stato utilizzato come test per il nuovo regolamento riguardo ai tornei di questa disciplina, che ha introdotto diverse novità tra cui un più breve serve clock (ridotto a 15 secondi) e l'utilizzo del ranking ATP di singolare per riservare alcuni posti nel tabellone del doppio.

## Partecipanti ATP singolare

### Teste di serie
| Nazionalità | Giocatore                   | Ranking* | Testa di serie |
| ----------- | --------------------------- | -------- | -------------- |
| Italia      | Jannik Sinner               | 2        | 1              |
| Spagna      | Carlos Alcaraz              | 3        | 2              |
|             | Daniil Medvedev             | 4        | 3              |
| Germania    | Alexander Zverev            | 5        | 4              |
| Norvegia    | Casper Ruud                 | 6        | 5              |
| Grecia      | Stefanos Tsitsipas          | 7        | 6              |
|             | Andrej Rublëv               | 8        | 7              |
| Polonia     | Hubert Hurkacz              | 9        | 8              |
| Bulgaria    | Grigor Dimitrov             | 10       | 9              |
| Australia   | Alex de Minaur              | 11       | 10             |
| Danimarca   | Holger Rune                 | 12       | 11             |
| Stati Uniti | Taylor Fritz                | 13       | 12             |
| Francia     | Ugo Humbert                 | 14       | 13             |
| Stati Uniti | Ben Shelton                 | 15       | 14             |
| Stati Uniti | Tommy Paul                  | 16       | 15             |
|             | Karen Chačanov              | 17       | 16             |
| Kazakistan  | Aleksandr Bublik            | 18       | 17             |
| Argentina   | Sebastián Báez              | 19       | 18             |
| Francia     | Adrian Mannarino            | 20       | 19             |
| Stati Uniti | Frances Tiafoe              | 21       | 20             |
| Argentina   | Francisco Cerúndolo         | 22       | 21             |
| Cile        | Nicolás Jarry               | 23       | 22             |
| Germania    | Jan-Lennard Struff          | 24       | 23             |
| Paesi Bassi | Tallon Griekspoor           | 25       | 24             |
| Stati Uniti | Sebastian Korda             | 26       | 25             |
| Argentina   | Tomás Martín Etcheverry     | 27       | 26             |
| Spagna      | Alejandro Davidovich Fokina | 28       | 27             |
| Italia      | Lorenzo Musetti             | 29       | 28             |
| Regno Unito | Cameron Norrie              | 30       | 29             |
| Rep. Ceca   | Jiří Lehečka                | 31       | 30             |
| Francia     | Arthur Fils                 | 32       | 31             |
| Australia   | Jordan Thompson             | 33       | 32             |

* Ranking al 22 aprile 2024.

### Altri partecipanti
I seguenti giocatori hanno ricevuto una wildcard per il tabellone principale:
- Zizou Bergs
- Darwin Blanch
- João Fonseca
- Martín Landaluce
- Shang Juncheng

I seguenti giocatori sono entrati in tabellone con il ranking protetto:
- Rafael Nadal
- Denis Shapovalov

I seguenti giocatori sono entrati nel tabellone principale passando dalle qualificazioni:

- Thiago Monteiro
- Pablo Llamas Ruiz
- Albert Ramos Viñolas
- Brandon Nakashima
- Lukáš Klein
- Benjamin Hassan
- Corentin Moutet
- Thanasi Kokkinakis
- Richard Gasquet
- Hamad Međedović
- Aleksandar Kovacevic
- Facundo Bagnis

Il seguente giocatore è entrato in tabellone come lucky loser:
- Roberto Bautista Agut

### Ritiri
Prima del torneo
- Matteo Berrettini → sostituito da  Daniel Elahi Galán
- Arthur Cazaux → sostituito da  Tarō Daniel
- Marin Čilić → sostituito da  Thiago Seyboth Wild
- Laslo Đere → sostituito da  Arthur Rinderknech
- Novak Đoković → sostituito da  Luca Van Assche
- Daniel Evans → sostituito da  Roberto Bautista Agut
- Mackenzie McDonald → sostituito da  Botic van de Zandschulp
- Andy Murray → sostituito da  Pedro Cachín

## Partecipanti ATP doppio

### Teste di serie
| Nazionalità | Giocatore         | Nazionalità   | Giocatore              | Ranking* | Teste di serie |
| ----------- | ----------------- | ------------- | ---------------------- | -------- | -------------- |
| India       | Rohan Bopanna     | Australia     | Matthew Ebden          | 3        | 1              |
| Spagna      | Marcel Granollers | Argentina     | Horacio Zeballos       | 6        | 2              |
| Regno Unito | Joe Salisbury     | Regno Unito   | Neal Skupski           | 16       | 3              |
| Croazia     | Ivan Dodig        | Stati Uniti   | Austin Krajicek        | 17       | 4              |
| Messico     | Santiago González | Francia       | Édouard Roger-Vasselin | 23       | 5              |
| Germania    | Kevin Krawietz    | Germania      | Tim Pütz               | 26       | 6              |
| Monaco      | Hugo Nys          | Polonia       | Jan Zieliński          | 37       | 7              |
| Brasile     | Marcelo Melo      | Stati Uniti   | Rajeev Ram             | 39       | 8              |
| Belgio      | Sander Gillé      | Belgio        | Joran Vliegen          | 42       | 9              |
| El Salvador | Marcelo Arévalo   | Croazia       | Mate Pavić             | 45       | 10             |
| Regno Unito | Jamie Murray      | Nuova Zelanda | Michael Venus          | 51       | 11             |
| Italia      | Simone Bolelli    | Italia        | Andrea Vavassori       | 52       | 12             |
| Argentina   | Andrés Molteni    | Australia     | John Peers             | 53       | 13             |
| Regno Unito | Lloyd Glasspool   | Paesi Bassi   | Jean-Julien Rojer      | 55       | 14             |
| Stati Uniti | Nathaniel Lammons | Stati Uniti   | Jackson Withrow        | 56       | 15             |
| Francia     | Sadio Doumbia     | Francia       | Fabien Reboul          | 65       | 16             |

* Ranking al 22 aprile 2024.

### Altri partecipanti
Le seguenti coppie di giocatori hanno ricevuto una wildcard per il tabellone principale:
- Gonzalo Escobar /  Oleksandr Nedovjesov
- Nicolas Mahut /  Albano Olivetti
- Petros Tsitsipas /  Stefanos Tsitsipas

Le seguenti coppie di giocatori sono entrate in tabellone con il ranking protetto:
- Aleksandr Bublik /  Denis Shapovalov
- Robin Haase /  Fabrice Martin

La seguente coppia di giocatori è entrata in tabellone come alternate:
- Denys Molčanov /  John-Patrick Smith

### Ritiri
Prima del torneo
- Taylor Fritz /  Ben Shelton → sostituiti da  Denys Molčanov /  John-Patrick Smith
- Máximo González /  Andrés Molteni → sostituiti da  Andrés Molteni /  John Peers
- Wesley Koolhof /  Nikola Mektić → sostituiti da  Sadio Doumbia /  Fabien Reboul

## Partecipanti singolare WTA

### Teste di serie
| Nazionalità | Giocatrice               | Ranking* | Testa di serie |
| ----------- | ------------------------ | -------- | -------------- |
| Polonia     | Iga Świątek              | 1        | 1              |
|             | Aryna Sabalenka          | 2        | 2              |
| Stati Uniti | Coco Gauff               | 3        | 3              |
| Kazakistan  | Elena Rybakina           | 4        | 4              |
| Grecia      | Maria Sakkarī            | 6        | 5              |
| Cina        | Zheng Qinwen             | 8        | 6              |
| Rep. Ceca   | Markéta Vondroušová      | 7        | 7              |
| Tunisia     | Ons Jabeur               | 9        | 8              |
| Lettonia    | Jeļena Ostapenko         | 10       | 9              |
|             | Dar'ja Kasatkina         | 11       | 10             |
| Brasile     | Beatriz Haddad Maia      | 14       | 11             |
| Italia      | Jasmine Paolini          | 13       | 12             |
| Stati Uniti | Danielle Collins         | 15       | 13             |
|             | Ekaterina Aleksandrova   | 16       | 14             |
|             | Ljudmila Samsonova       | 17       | 15             |
| Ucraina     | Elina Svitolina          | 18       | 16             |
|             | Veronika Kudermetova     | 19       | 17             |
| Stati Uniti | Madison Keys             | 20       | 18             |
| Stati Uniti | Emma Navarro             | 23       | 19             |
|             | Anastasija Pavljučenkova | 22       | 20             |
| Francia     | Caroline Garcia          | 24       | 21             |
| Rep. Ceca   | Barbora Krejčíková       | 27       | 22             |
|             | Viktoryja Azaranka       | 26       | 23             |
|             | Anna Kalinskaja          | 25       | 24             |
| Ucraina     | Marta Kostjuk            | 21       | 25             |
| Regno Unito | Katie Boulter            | 28       | 26             |
| Romania     | Sorana Cîrstea           | 30       | 27             |
| Belgio      | Elise Mertens            | 29       | 28             |
| Rep. Ceca   | Linda Nosková            | 31       | 29             |
| Ucraina     | Anhelina Kalinina        | 32       | 30             |
| Ucraina     | Dajana Jastrems'ka       | 34       | 31             |
| Canada      | Leylah Fernandez         | 35       | 32             |

* Ranking al 15 aprile 2024.

### Altre partecipanti
Le seguenti giocatrici hanno ricevuto una wild card per il tabellone principale:
- Amanda Anisimova
- Alex Eala
- Brenda Fruhvirtová
- Linda Fruhvirtová
- Victoria Jiménez Kasintseva
- Robin Montgomery
- Emma Raducanu
- Caroline Wozniacki

Le seguenti giocatrici sono entrate in tabellone con il ranking protetto:
- Paula Badosa
- Irina-Camelia Begu
- Lauren Davis
- Naomi Ōsaka
- Shelby Rogers
- Zhang Shuai

La seguente giocatrice è subentrata in tabellone come alternate:
- Nadia Podoroska

Le seguenti giocatrici sono entrate nel tabellone principale passando dalle qualificazioni:

- Emiliana Arango
- Hailey Baptiste
- Sára Bejlek
- Jéssica Bouzas Maneiro
- María Carlé
- Jaqueline Cristian
- Olga Danilović
- Harriet Dart
- Sara Errani
- Varvara Gracheva
- Bernarda Pera
- Laura Siegemund

Le seguenti giocatrici sono entrate in tabellone come lucky loser:
- Bai Zhuoxuan
- Daria Saville
- Greet Minnen

### Ritiri
Prima del torneo
- Amanda Anisimova → sostituita da  Cristina Bucșa
- Belinda Bencic → sostituita da  Taylor Townsend
- Marie Bouzková → sostituita da  Nadia Podoroska
- Petra Kvitová → sostituita da  Ashlyn Krueger
- Petra Martić → sostituita da  Greet Minnen
- Karolína Muchová → sostituita da  Mayar Sherif
- Diane Parry → sostituita da  Nao Hibino
- Jessica Pegula → sostituita da  Viktorija Tomova
- Karolína Plíšková → sostituita da  Daria Saville
- Wang Yafan → sostituita da  Bai Zhuoxuan

## Partecipanti doppio WTA

### Teste di serie
| Nazione       | Giocatrice               | Nazione     | Giocatrice          | Ranking* | Testa di serie |
| ------------- | ------------------------ | ----------- | ------------------- | -------- | -------------- |
| Taipei cinese | Hsieh Su-wei             | Belgio      | Elise Mertens       | 3        | 1              |
| Stati Uniti   | Nicole Melichar-Martinez | Australia   | Ellen Perez         | 15       | 2              |
| Paesi Bassi   | Demi Schuurs             | Brasile     | Luisa Stefani       | 21       | 3              |
| Stati Uniti   | Coco Gauff               | Stati Uniti | Taylor Townsend     | 29       | 4              |
| Ucraina       | Ljudmyla Kičenok         | Ucraina     | Jeļena Ostapenko    | 37       | 5              |
| Rep. Ceca     | Barbora Krejčíková       | Germania    | Laura Siegemund     | 39       | 6              |
| Stati Uniti   | Caroline Dolehide        | Stati Uniti | Desirae Krawczyk    | 45       | 7              |
| Spagna        | Cristina Bucșa           | Spagna      | Sara Sorribes Tormo | 64       | 8              |

- Ranking al 22 aprile 2024.

### Altre partecipanti
Le seguenti coppie di giocatrici hanno ricevuto una wild card per il tabellone principale:
- Jéssica Bouzas Maneiro /  Victoria Jiménez Kasintseva
- Coco Gauff /  Taylor Townsend
- Donna Vekić /  Elena Vesnina

La seguente coppia di giocatrici è entrata in tabellone utilizzando il ranking protetto:
- Wang Xinyu /  Zheng Saisai

La seguente coppia di giocatrici è subentrata in tabellone come alternate:
- Ingrid Neel /  Linda Nosková

### Ritiri
Prima del torneo
- Leylah Fernandez /  Arantxa Rus → sostituite da  Ingrid Neel /  Linda Nosková

## Punti
| Torneo              | V    | F   | SF  | QF  | 4T   | 3T   | 2T  | 1T | Q    | Q2   | Q1   |
| Singolare maschile  | 1000 | 650 | 400 | 200 | 100  | 50   | 30* | 10 | 20   | 10   | 0    |
| Doppio maschile     | 1000 | 600 | 360 | 180 | N.D. | N.D. | 90  | 0  | N.D. | N.D. | N.D. |
| Singolare femminile | 1000 | 650 | 390 | 215 | 120  | 65   | 35* | 10 | 30   | 20   | 2    |
| Doppio femminile    | 1000 | 650 | 390 | 215 | N.D. | N.D. | 120 | 10 | N.D. | N.D. | N.D. |

* I giocatori con un bye ricevono i punti del primo turno.

## Montepremi
| Torneo              | V         | F         | SF        | QF        | 4T       | 3T       | 2T       | 1T       | Q2       | Q1      |
| Singolare maschile  | 963 225 € | 512 260 € | 284 590 € | 161 995 € | 88 440 € | 51 665 € | 30 225 € | 20 360 € | 11 820 € | 6 130 € |
| Singolare femminile | 963 225 € | 512 260 € | 284 590 € | 161 995 € | 88 440 € | 51 665 € | 30 225 € | 20 360 € | 11 820 € | 6 130 € |
| Doppio maschile*    | 391 680 € | 207 660 € | 111 360 € | 55 690 €  | N.D.     | N.D.     | 29 860 € | 16 320 € | N.D.     | N.D.    |
| Doppio femminile*   | 391 680 € | 207 660 € | 111 360 € | 55 690 €  | N.D.     | N.D.     | 29 860 € | 16 320 € | N.D.     | N.D.    |

*per team

## Campioni

### Singolare maschile
Andrej Rublëv ha sconfitto in finale  Félix Auger-Aliassime con il punteggio di 4-6, 7-5, 7-5.
- È il sedicesimo titolo in carriera per Rublëv, il secondo in stagione.

### Singolare femminile
Iga Świątek ha sconfitto in finale  Aryna Sabalenka con il punteggio di 7-5, 4-6, 7-6(7).
- È il ventesimo titolo in carriera per Świątek, il terzo in stagione.

### Doppio maschile
Sebastian Korda /  Jordan Thompson hanno sconfitto in finale  Ariel Behar /  Adam Pavlásek con il punteggio di 6-3, 7-6(7).

### Doppio femminile
Cristina Bucșa /  Sara Sorribes Tormo hanno sconfitto in finale  Barbora Krejčíková /  Laura Siegemund con il punteggio di 6-0, 6-2.